# Ameyaltepec
Ameyaltepec es una localidad del estado mexicano de Guerrero. Es parte del municipio de Eduardo Neri.

## Toponimia
El nombre «Ameyaltepec» proviene de los términos en náhuatl: ameyalli, manantial; tepetl, cerro; co, lugar. Su significado es «En el manantial del cerro».

## Demografía
| Gráfica de evolución demográfica |
|                                  |

| Censo | Población |
| ----- | --------- |
| 1900  | 337       |
| 1910  | 448       |
| 1921  | 380       |
| 1930  | 431       |
| 1940  | 483       |
| 1950  | 517       |
| 1960  | 674       |
| 1970  | 810       |
| 1980  | 832       |
| 1990  | 901       |
| 2000  | 881       |
| 2010  | 951       |
| 2020  | 1 048     |